# Seznam nájemců ve World Trade Center 1
Původní World Trade Center 1 (také známá jako Severní věž, WTC 1 nebo 1 WTC) byla jednou ze dvou věží Světového obchodního centra v New Yorku. Byla dokončena v roce 1972 a se svojí výškou střechy (417 m) převýšila Empire State Building (381 m) a na rok se stala nejvyšší budovou světa než jí převýšil chicagský Sears Tower, dnes známý jako Willis Tower (442 m). Oproti svému dvojčeti byla Severní budova o 1,9 m vyšší a na jejím vrcholu se tyčila telekomunikační anténa vysoká 110,3 m s níž celková výška dosahovala 527,3 m.
11. září 2001 se obě věže staly cílem teroristických útoků. V 8:46 do severní strany WTC 1 mezi 94. a 98. patrem naráží v rychlosti 748 km/h Let 11 (Boeing 767-223ER). V 9:03 naráží Let 175 do druhého mrakodrapu, který se po 56 minutách v 9:59 řítí. V 10:28, 102 minut po nárazu, se Severní budova jako poslední z Dvojčat hroutí.
Převážná část obětí ze Světového obchodního centra pochází právě z WTC 1. Při nárazu okamžitě umírá všech 358 lidí, pracující v zóně nárazu mezi 94. a 98. patrem (292 z firmy Marsch & McLennan Companies). Tím, jak letadlo vrazilo přesně do středu budovy, došlo ke zničení všech tří únikových schodišť, což všechny osoby uvězněné nad nárazem zcela odřízlo. Ten den z nich nikdo nepřežil. V důsledku hustého kouře byla situace v těchto patrech natolik vážná, že nejméně 104 osob přinutil vyskočit z oken, z výšky více než 375 metrů. Zaměstnanců, kteří pracovali pod 92. patrem zahynulo asi 100; asi 26 jich uvízlo ve svých kancelářích mezi 80. a 90. patrem, kde se mnohé dveře zasekly, nebo se pokoušeli pomoci jiným lidem a tyto dveře uvolnit. Dalších 14 byli zaměstnanci Přístavní správy, kteří opustili své kanceláře na 64. podlaží teprve v 10:08. V 83. patře uvěznil požár 13 zaměstnanců General Telecom. V patrech nad nárazem zůstalo uvězněno několik stovek lidí. Investiční banka Cantor Fitzgerald, která měla kanceláře ve 101. až 105. patře ztratila 658 zaměstnanců, vice než jakýkoliv jiný zaměstnavatel. V restauraci Windows on the World v 106. a 107. patře se nacházelo 81 lidí.
Při útocích zemřeli i dva lidé českého původu: Alena Sešínová, emigrantka z roku 1968, která pracovala jako správkyně počítačové sítě společnosti Marsh and McLennan a Lukáš Rambousek, zaměstnanec společnosti Cantor Fitzgerald a vnuk spisovatele Oty Rambouska.

## Seznam
Poznámka: Patra, které při teroristických útocích 11. září 2001 zasáhl Let 11, jsou podbarveny  červeně , zatímco podlaží nárazem ovlivněná,  tmavě šedě .
| Patro            | Nájemci |
| ---------------- | --- |
| 110              | Channel 2 (WCBS), Channel 4 (WNBC), Channel 5 (WNYW), Channel 7 (WABC), Channel 9 (WWOR), Channel 11 (WPIX), Channel 13 (WNET), Channel 31 (WPXN), Channel 47 (WNJU), WKCR-FM, WPAT-FM, WNYC-FM, WKTU-FM, CNBC, Genuity, CNN |
| 109              | Mechanické patro |
| 108              | Mechanické patro |
| 107              | Windows on the World, Greatest Bar on Earth, Wild Blue |
| 106              | Windows on the World, Windows on the World Wine School, Bloomberg, Risk Waters Group Conference |
| 105              | Cantor Fitzgerald, eSpeed, Genuity |
| 104              | Cantor Fitzgerald, eSpeed, Channel 4 (WNBC), UmeVoice |
| 103              | Cantor Fitzgerald, eSpeed |
| 102              | Cantor Fitzgerald, Alliance Consulting Group, The Nishi-Nippon Bank Limited, PaineWebber, Kidder Peabody & Co. |
| 101              | Cantor Fitzgerald, eSpeed, Boomer Esiason Foundation, Chances for Children (charity), Kidder Peabody & Co. |
| 100              | Marsh & McLennan Companies |
| 99               | Marsh & McLennan Companies |
| 98               | Marsh & McLennan Companies |
| 97               | Marsh & McLennan Companies |
| 96               | Marsh & McLennan Companies, Sumitomo Bank |
| 95               | Marsh & McLennan Companies |
| 94               | Marsh & McLennan Companies, Marsh Private Client Services, Guy Carpenter |
| 93               | Marsh & McLennan Companies, Fred Alger Management, Castle Convertible Fund Inc. |
| 92               | Carr Futures, Lower Manhattan Cultural Council, LMCC Art Program, LMCC Open Studios |
| 91               | American Bureau of Shipping, Cedel Bank International, Meyers Pollok Robbins, New Japan Securities International, Lower Manhattan Cultural Council, LMCC Art Program, LMCC Open Studios, Shiga Bank |
| 90               | American TCC International Group, Chugoku Bank, Dun & Bradstreet, Clearstream International, Pass Consulting Corporation |
| 89               | Barcley Dwyer, Bayview Services LLC, CIIC Group (US), Cosmos Services America, Daehan International, Drinker Biddle & Reath, MetLife, Mutual International Forwarding, Strategic Communications Group, Wai Gao Qiao USA, Wall Street Planning Association, Banco LatinoAmericano de Exportaciones Sud America, Italian Wine & Food Institute, Jun He Law Offices, Majestic Star Yacht Chartering, Tokyo Securities Company |
| 88               | Julien J. Studley, Viking Sea Freight, WTC Construction Manager |
| 87               | May Davis Group, Bank of Kinki, Okasan Securities, Thor Technologies |
| 86               | Julien J. Studley, Asiatic Chemical, Society of Satellite Professionals International |
| 85               | SMW Trading Corporation, Thermo Electron, Chicago Investment Group, Hyakugo Bank, Ohrenstein & Brown |
| 84               | Bright China Capital, David Peterson Law Offices, LG Securities America, San-In Godo International Bank, Unicom Capital Advisors, Blue Star Line North America |
| 83               | Axcelera, General Telecommunications, eMeritus Communications, Lava Trading LLC, Network Plus, Global Crossings Holdings, Ameson Education and Culture Exchange Foundation, Taipei Bank, Toho Bank, Wako Securities America |
| 82               | New York Metropolitan Transportation Council, DMJM Harris |
| 81               | Bank of America, Blue Star Line North America, Network Plus, New Continental Enterprises |
| 80               | Agricor Commodities Corporation, Intrust Investment Realty, Noga Commodities Overseas, Noga Hotels New York, Shizuoka Bank, RLI Insurance Company, Bank of Yokohama, Zenshinren Bank |
| 79               | Daynard & Van Thunen Company, First Liberty Investment Group, Nikko Securities, Okato Shoji Company International, Securant Technologies, Iyo Bank |
| 78               | Skylobby, Avenir, Baltic Oil Corporation, Cedar Capital Management Associates, Cheng Cheng Enterprises Holdings, Geiger & Geiger, Hyundai Motor Company, International Trade Centre, Korea Local Authorities Foundation for International Relations, Meridian Ventures Holdings, Pacrim Trading & Shipping, Phink Path, Traders Access Center, Atinav Avenue, Korea Local Government Center, Partner Reinsurance Company, Thai Farmers Bank, Verona Fair Organization US Representative |
| 77               | Hal Roth Agency, Jun He Law Offices, Martin Progressive LLC, New-ey International Corporation, World Trade Centers Association, Alliance Continuing Care Network, Kuhne & Nagel, Partner Reinsurance Company |
| 76               | Mechanické patro |
| 75               | Mechanické patro |
| 74               | Morgan Stanley |
| 73               | Port Authority of New York & New Jersey, Morgan Stanley |
| 72               | Morgan Stanley |
| 71               | Morgan Stanley |
| 70               | Morgan Stanley |
| 69               | Morgan Stanley |
| 68               | Morgan Stanley |
| 67               | World Trade Institute, Port Authority of New York & New Jersey |
| 66               | Port Authority of New York & New Jersey |
| 65               | Boeing Aviation Technical Services, Morgan Stanley |
| 64               | Port Authority of New York & New Jersey, Morgan Stanley |
| 63               | Morgan Stanley, Airport Access Program |
| 62               | Morgan Stanley |
| 61               | Morgan Stanley |
| 60               | Asahi Bank, Morgan Stanley |
| 59               | Sidley Austin Brown & Wood, Morgan Stanley |
| 58               | Sidley Austin Brown & Wood |
| 57               | Sidley Austin Brown & Wood |
| 56               | Sidley Austin Brown & Wood |
| 55               | Pace University, World Trade Institute of Pace University, Benchmark Hospitality at Pace University (now Downtown Conference Center at Pace University) |
| 54               | Sidley Austin Brown & Wood |
| 53               | AIG Aviation Brokerage, Bank of Taiwan, Bramax Manufacturing Corporation, China Resource Products USA, Keenan, Powers, & Andrews, LoCurto & Funk Inc., National Nydegger Transport Corporation, Pacrim Trading & Shipping, Pure Energy Corporation, Broadview Networks, French Embassy Financial Services, JACOM Corporation, TripleHop Technologies |
| 52               | Gayer, Shyu & Wiesel, Hill, Betts & Nash, Howly (US) Corporation, Leeds & Morrelli, Okasan Securities, RGL Gallagher PC, Williams Capital Group, Bramax Manufacturing Corporation, Temenos USA Wholesalers, Unifacemanu International |
| 51               | AT&T Corporation, C&P Press, Chilean Government Trade Bureau, Chilean National Petroleum Company, Chilean Production Promotion Center, Chilean Trading Corporation, TradeWeb LLC |
| 50               | Dai-Ichi Kangyo Trust Company of New York, DKB Securities Corporation |
| 49               | Dai-Ichi Kangyo Trust Company of New York, Dai-Ichi Kangyo Bank, Overseas Union Bank, Pacific American Corporation |
| 48               | Dai-Ichi Kangyo Trust Company of New York, Dai-Ichi Kangyo Bank |
| 47               | Progenics Pharmaceuticals, ADERLY-USA, Adjusters International, American TCC International Group, Inc., ClearForest Corporation, First Union Securities, G.Z. Stephens, Inc., Pacific American Corporation, Quint Amasis LLC, Rollins Accounting, Tejas Securities Group, Inc., W.J. Export Import, Inc. |
| 46               | Alegra International, American Sino Trade Development Council, ASTDC, Auspic International Technology & Trade Group Co., Inc., Auto Imperial, Bank of Yokohama, Beyondbond, Inc., Bluesky Technologies Inc., Ceylon Shipping Corporation, Charles P. Chan, CPA, China U.S. Net Group, Inc., Consolidated Steelex Corporation, Dahao U.S.A. Corporation, China Inter-Ocean Transportation, Hitachi Software Engineering America Limited, Interglobe Communications, J&X Tan's Trading Co., Johnson & Johnson, Kading Companies S.A., KISCO Corporation (USA), Port Authority of New York & New Jersey, R.S. Property, Shandong Resources Inc., Shipping Services Italia, Sinopec USA, Inc., Smartcomm Group, Inc., Sri Larkan Travel, Inc., Strategic Alliance International Group, Suggested Open Systems, Suntendy America, Inc., T&T Enterprises International, Inc., Teleport Investment Management LLC, Thomas D. Mangione Limited, Tradeway, Inc., ViewTrade Group, World Imperial Realty Corporation, World News & Media Group, Inc., Yong Ren America Inc. |
| 45               | American Lota International, Bramax Manufacturing Corporation, China Construction America, Dunavant Commodity Corporation, Fertitta Enterprises, F.E. Wallace & Co., HS Futures LP, Hyundai Motor Company, Pure Energy Corporation, Security Traders Association, Software Research Associates America, Streamline Capital, BAO Hercules, Ching Fong Investment Company New York, Johnson Enterprises, SRA America, S. Stern Custom Brokers |
| 44               | Skylobby, Skydive restaurant, MetLife, Morgan Stanley, New York Society of Security Analysts, Market Technicians Association, Port Authority of New York & New Jersey |
| 43               | Port Authority of New York & New Jersey |
| 42               | Mechanické patro |
| 41               | Mechanické patro |
| 40               | Lehman Brothers, Commerzbank Capital Markets AG |
| 39               | Lehman Brothers, Cultural Institutions Retirement Systems, First Liberty Investment Group, Overseas Union Bank, Xcel Federal Credit Union, Tai Fook Securities, Circle International, Sun Hung Kai Securities |
| 38               | Lehman Brothers, Regional Alliance for Small Contractors, Turner Construction Company, GSW & Associates, GW Finance Corporation |
| 37               | Commodity Futures Trading Commission, Government of Thailand, S. Stern Custom Brokers, Thai Board of Investment, Thai Office of the Economic Counselor, Thai Trade Center, Port Authority of New York & New Jersey |
| 36               | Kemper Insurance Companies |
| 35               | Kemper Insurance Companies, Anne Pope Law Offices |
| 34               | Royal Thai Embassy Office, Port Authority of New York & New Jersey, Thailand Tourism Authority |
| 33               | Berel & Mullen, China Daily Distribution Corporation, Data Transmission Network Corporation, Hu Tong International Company, Koudis International, MANAA Trading Group, MIS Service Company, Rachel & Associates, Serko & Simon, Golden King USA, American Bright Signs, China United Trading Corporation, Excel Shipping, Korean Associates Securities, Rohde & Liesenfeld, Lunham & Reeve, Inc. |
| 32               | Chang Hwa Commercial Bank, Rohde & Liesenfeld, Koudis International |
| 31               | Port Authority of New York & New Jersey, Empire Health Choice, EmpireBlue |
| 30               | — |
| 29               | China Patent and Trademark Agent USA, World Travel, Seth Shipping Corporation, Taipei Bank, ZimAmerican Israeli Shipping Company |
| 28               | Port Authority of New York & New Jersey, Empire Health Choice, EmpireBlue |
| 27               | Bangkok Metropolitan Bank, Anthem Blue Cross and Blue Shield, Empire Health Choice, EmpireBlue, Sinopec USA, Inc. |
| 26               | Garban Intercapital |
| 25               | Garban Intercapital, R.H. Wrightson & Associates, Cote d'Ivore Embassy Commercial Counselor, EXCO USA International, Harold I. Pepper Company |
| 24               | Empire Health Choice, EmpireBlue, Port Authority of New York & New Jersey, Dominican Republic Export Promotion Center, Electric Paper Inc., RN Forwarding |
| 23               | Empire Health Choice, EmpireBlue |
| 22               | Security Command Center, Cheng Xiang Trading USA, Chicago Board Options Exchange Corporation, G.C. Services, Gold Sky Inc., Kaiser Overseas, Karoon Capital Management, MLU Investment, Pluto Commodities, P. Wolfe Investments, Tai Fook Securities, The SCPIE Companies, Unicom Capital Advisors, AMROC International Company, Central Trust of China, China Steel Company, New York Metropolitan Transportation Council, SySoft e-Business Lab |
| 21               | Avesta Computer Services, Continental Logistics, Dongwon Securities Company, Friends Ivory & Sime, Friends Villas Fischer Trust, Infotech Commercial Systems, Law Offices of Roman V. Popik, Lief International, Tower Computer Services, United Seamen's Service (USS-AMMLA), 1 Stop Investment Advice, Brauner International Corporation, Cat Technology Inc., Wired Cat, J.D. Smith Customs Broker, Marc Commodities, Regional Alliance for Small Contractors, United Hercules |
| 20               | Empire Health Choice, EmpireBlue, Rohde & Liesenfeld |
| 19               | Port Authority of New York and New Jersey, Adams McFarlane LLC (NexxtHealth), Excel Shipping, HZ Bernstein Air Freight, Empire Health Choice, EmpireBlue |
| 18               | Neovest, I/B/E/S International Inc. |
| 17               | ABC International, Masterpiece International, Nippon Express USA, Empire Health Choice, EmpireBlue, ZimAmerican Israeli Shipping Company |
| 16               | California Bank & Trust, Seven Star Lines, ZimAmerican Israeli Shipping Company, Ramon International Insurance Brokers (ZimAmerican) |
| 15               | Landmark Education Corporation, Continental Forwarding, Gringsby Brandford & Co., H.W. Robinson & Co. |
| 14               | Instinet, Dun & Bradstreet, Port Authority of New York & New Jersey, Aeolian Shipping Company, C. Allen & Co., Hirshbach & Smith, VanderGrift Forwarding |
| 13               | Instinet |
| 12               | Bank of America, Lafayette Shipping Company, Instinet |
| 11               | Bank of America, Porcella Vicini & Co., Primark Decision Economics, Raymond James & Associates, Allstate Insurance Company, Tes USA |
| 10               | Bank of America, Export Import Service, Hauser Air Corporation |
| 9                | Bank of America, Foreign Credit Insurance Association |
| 8                | Mechanické patro |
| 7                | Mechanické patro |
| 6                | — |
| 5                | Gayer, Shyu & Wiesel |
| 4                | Geiger & Geiger |
| 3                | Port Authority of New York & New Jersey, LG Insurance Company, W.R. Hambrecht |
| 2                | — |
| Vstupní hala     | Avis, Delta Air Lines, Olympia Airport Express, Trans World Airlines, Continental Airlines, Continental Enterprises, Citibank |
| Podzemní podlaží | The Mall at the World Trade Center |

### Galerie

Schéma výtahů a půdorys.
Plán komplexu.
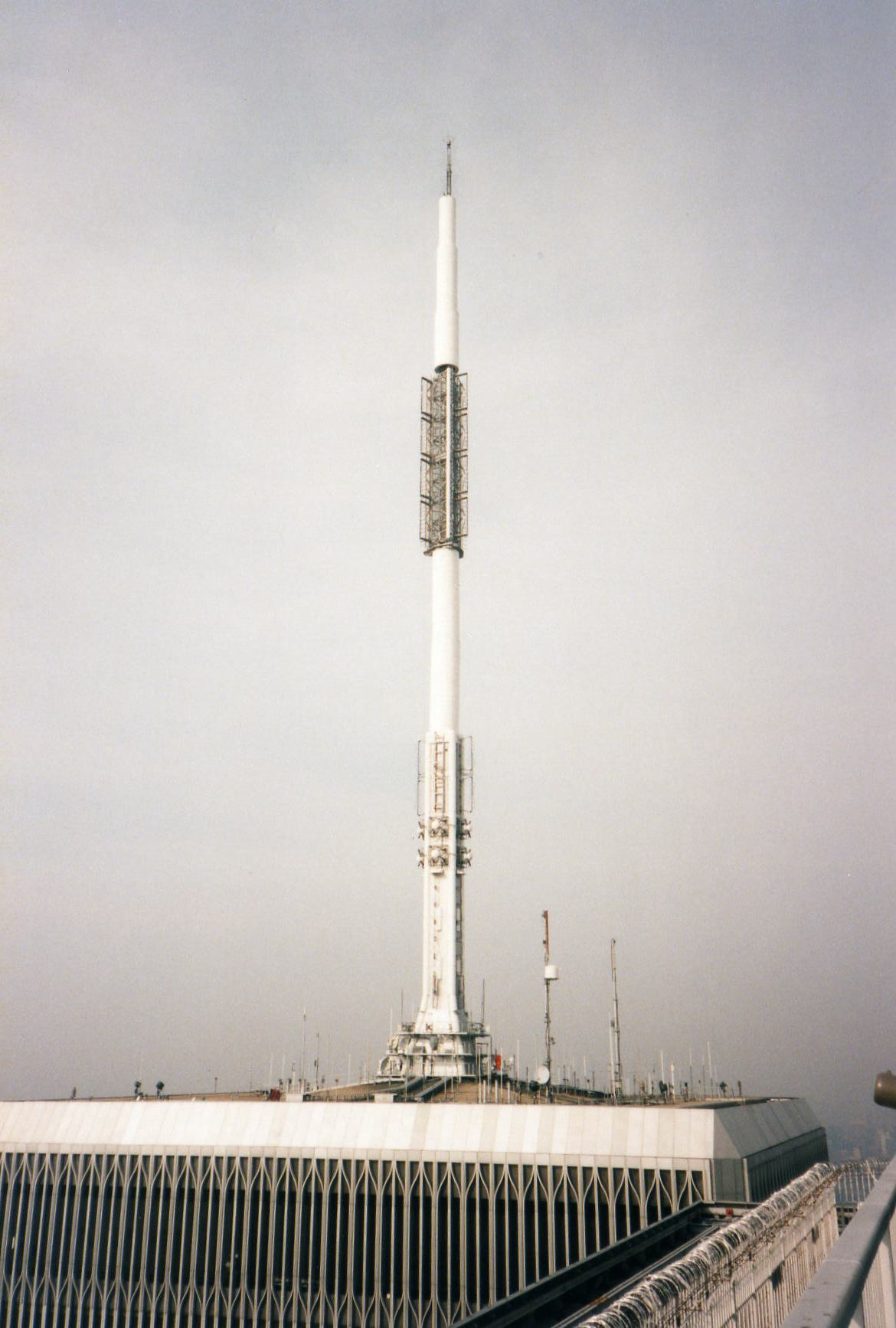
Telekomunikační anténa.
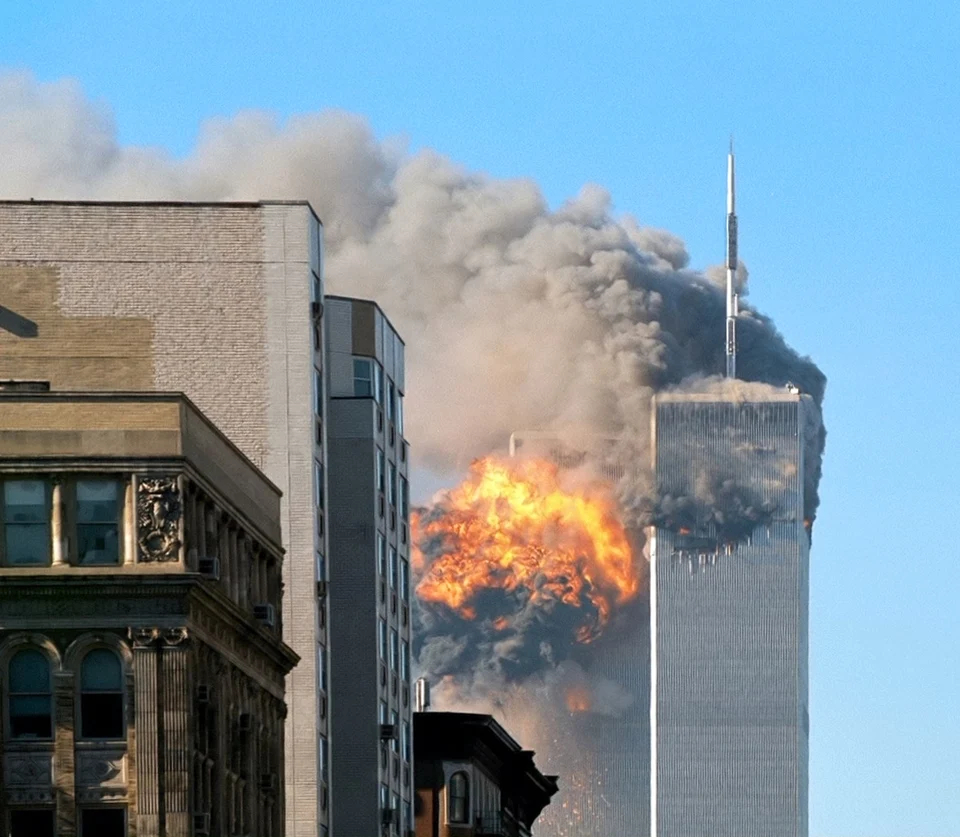
11. září 2001, pohled ze severu.
Schéma nárazu letadel.
Schéma průniku a dopadu částí letadel.
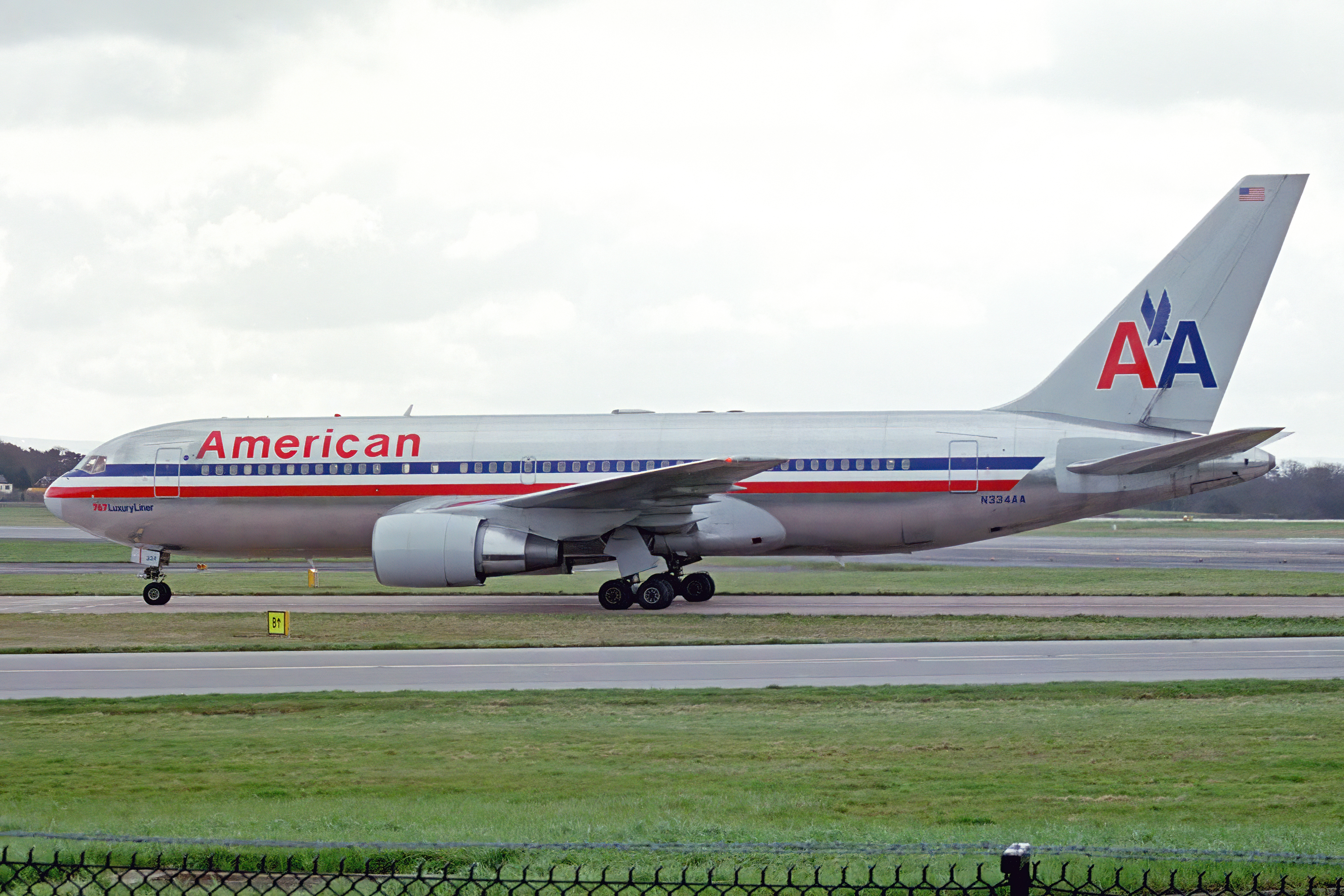
Zachycený Boeing 767, který narazil do budovy.
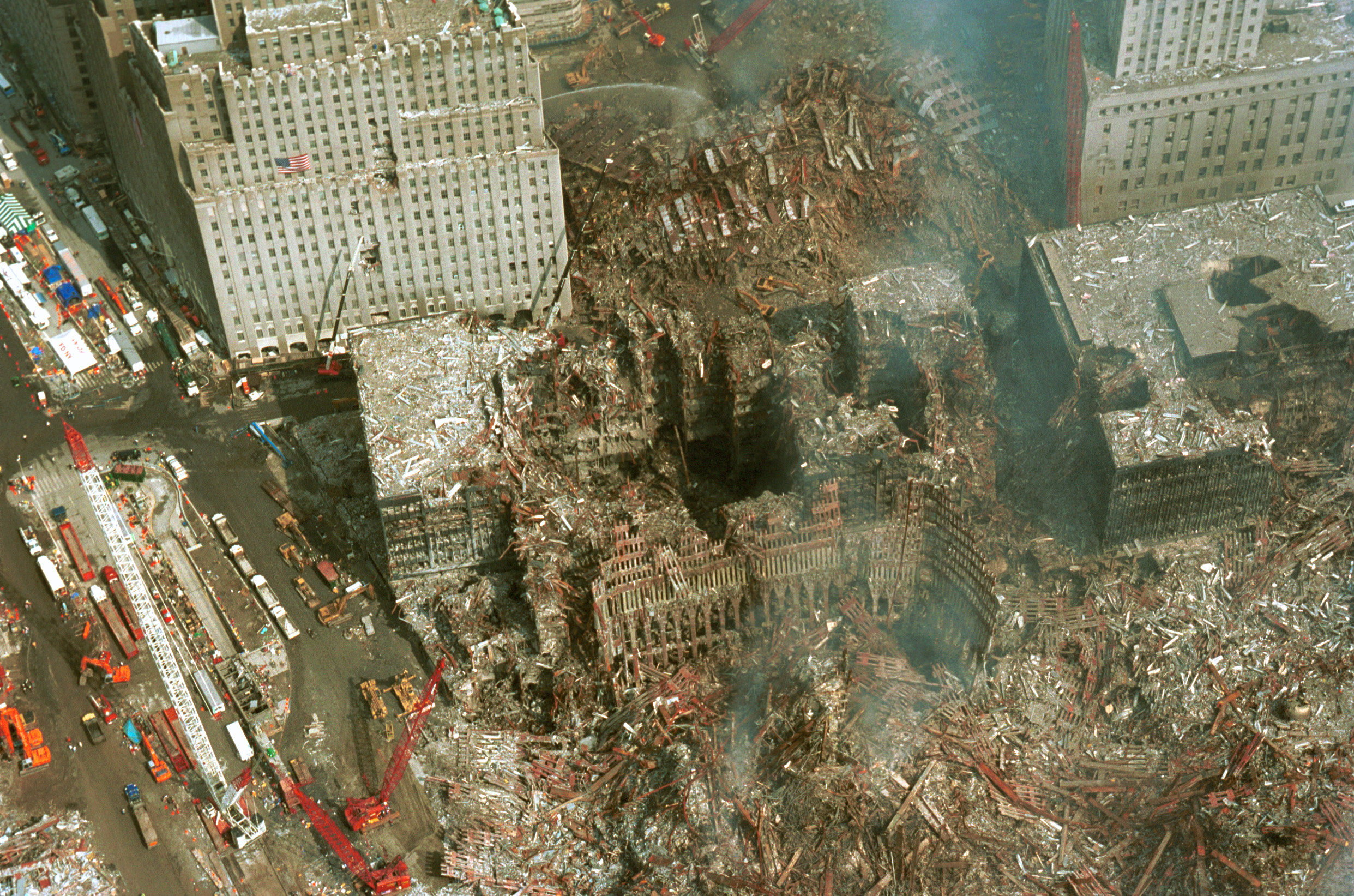
Trosky WTC 1.
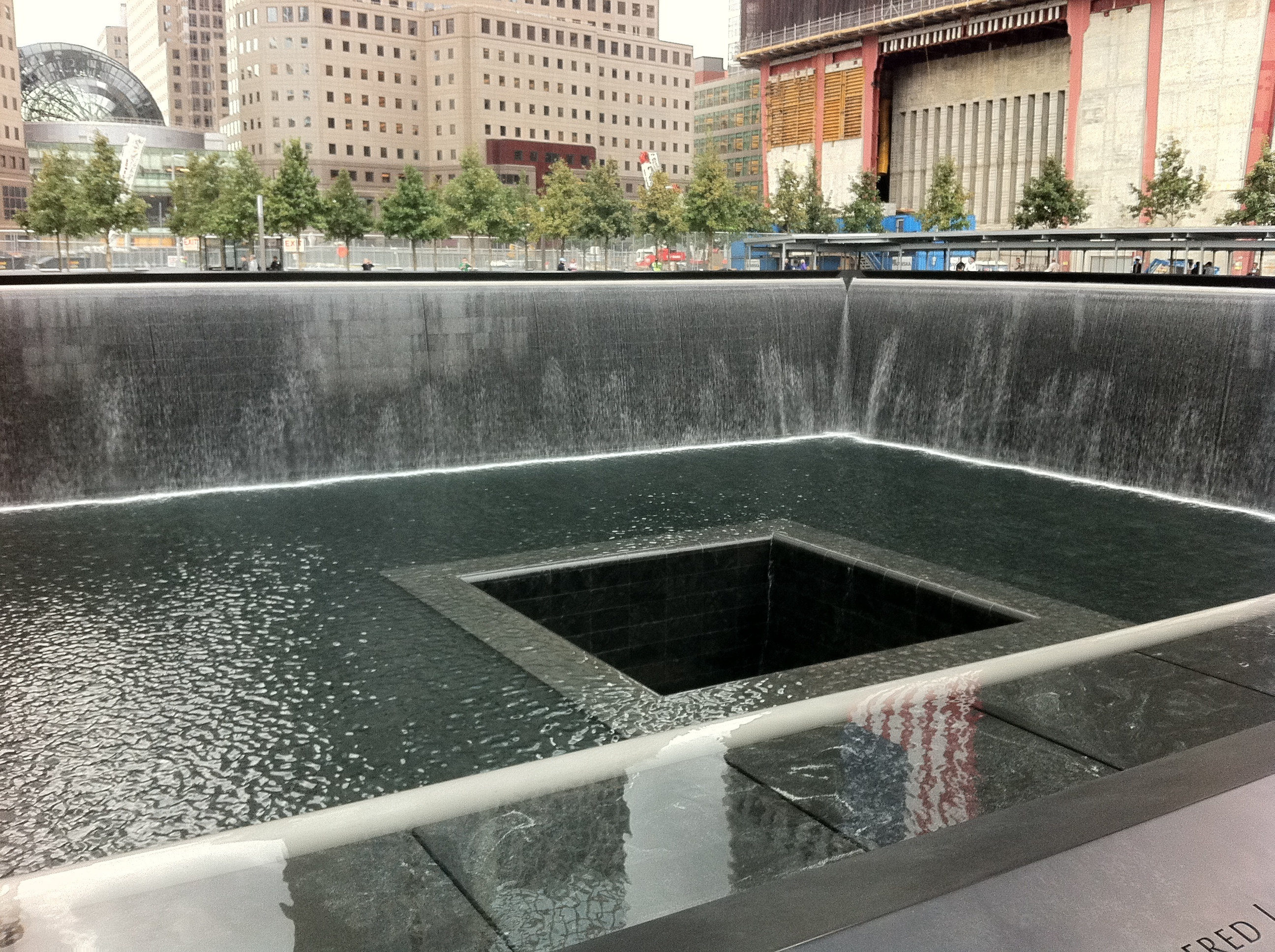
Severní bazén památníku, který přesně kopíruje obrysy věže.

## One World Trade Center
One World Trade Center, předtím známá jako "Freedom Tower" ("Věž svobody"), je mrakodrap postavený v bezprostřední blízkosti místa, kde stály původní věže Světového obchodního centra. Stavba začala 27. dubna 2006 poté, co se odvezly trosky Dvojčat a pozemek byl připraven pro výstavbu. Budova byla dokončena v červenci 2013.
Mrakodrap se stal ještě před svým dokončením nejdražší stavbou světa díky mnoha bezpečnostním opatřením před teroristickými útoky. Na čtvercové základně s délkou strany 61 m byl postaven základ pro kancelářskou budovu vysoký 56 m, jehož cílem je chránit budovu před hrozbou útoku na úrovni země (sebevražedný atentátník, dodávka naložená výbušninami). V okolí budovy je již instalován systém kontroly veškerých projíždějících vozidel a video-analytické přístroje, které detektují opuštěné předměty a osoby z databází trestně stíhaných. V bezprostřední blízkosti budovy mají možnost pohybovat se jen vozidla se speciálním povolením. Budova je po svém dokončení v roce 2013 odolná proti nárazu letadel.
| Patro             | Nájemci |
| ----------------- | --- |
| 104               | Mechanické patro |
| 103               | Mechanické patro |
| 102               | One World Observatory, See Forever Theater, Aspire at One World Observatory                                                                                           |
| 101               | One World Observatory, One Dine Restaurant, One Mix Bar and Grill, One Café, Green Screen Pictures                                                                    |
| 100               | One World Observatory, Gift Shop |
| 99                | Mechanické patro |
| 98                | Mechanické patro |
| 97                | Mechanické patro |
| 96                | Mechanické patro |
| 95                | Mechanické patro |
| 94                | Mechanické patro |
| 93                | Mechanické patro |
| 92                | Mechanické patro |
| 91                | J&M Corporation, WWTR Binary Recovery |
| 90                | Channel 2 (WCBS), Channel 4 (WNBC), Channel 5 (WNYW), Channel 9 (WWOR), Channel 13 (WNET), Channel 31 (WPXN), Channel 47 (WNJU), WSPK-FM                              |
| 89                | China Center New York, China-US SkyClub |
| 88                | — |
| 87                | — |
| 86                | MCR Development LLC, TWA lounge |
| 85                | Servcorp, Cartridge World, Leaf Equities, D100 Radio, ThinkCode, Samra Wealth Management, Private EQ, Drone USA, FastFin, Cowbird Capital LP                          |
| 84                | Juno Lab |
| 83                | Global Risk Advisors, ITI Data, Khan Funds Management America INC, Group RMC Corp                                                                                     |
| 82                | Mic |
| 81                | — |
| 80                | Asapp |
| 79                | Infosys Technologies |
| 78                | Ameriprise Financial |
| 77                | Undertone |
| 76                | Corry Capital Advisers LLC, Fractal Analytics, Kensho Technologies |
| 75                | BounceX |
| 74                | BounceX |
| 73                | — |
| 72                | DAZN Group |
| 71                | DAZN Group |
| 70                | — |
| 69                | — |
| 68                | — |
| 67                | — |
| 66                | — |
| 65                | — |
| 64                | Skylobby, One World Commons |
| 63                | The Stagwell Group |
| 62                | The Stagwell Group |
| 61                | xAd |
| 60                | xAd |
| 59                | High 5 Games |
| 58                | High 5 Games |
| 57                | Moody's Investors Service |
| 56                | Moody's Investors Service |
| 55                | General Services Administration |
| 54                | General Services Administration |
| 53                | General Services Administration, Federal Office of Emergency Management                                                                                               |
| 52                | General Services Administration, Federal Office of Emergency Management                                                                                               |
| 51                | General Services Administration, U.S. Customs and Border Protection                                                                                                   |
| 50                | General Services Administration, U.S. Customs and Border Protection                                                                                                   |
| 49                | Aaptiv |
| 48                | Sailthru, Energy Capital Partners |
| 47                | Progenics Pharmaceuticals Inc., Olam Americas Inc., Decryptex Financial Laboratories, Leap USA, MS Shift INC.                                                         |
| 46                | BMB Group, C12 Capital Management, Westfield Corporation, Tinypass, Casablanca Capital LLC, Kensho Technologies, ITI Data, Energy Aspects, Piano, Inc., IRIS Software |
| 45                | Legends Hospitality, Cushman & Wakefield, Symphony Communication Services LLC, KiDs Creative, Town Square Trading                                                     |
| 44                | Condé Nast |
| 43                | Condé Nast |
| 42                | Condé Nast |
| 41                | Condé Nast |
| 40                | Condé Nast, Pitchfork Media |
| 39                | Condé Nast |
| 38                | Condé Nast |
| 37                | Condé Nast |
| 36                | Condé Nast, Bon Appétit kanceláře |
| 35                | Condé Nast, Bon Appétit testovací kuchyň |
| 34                | Condé Nast |
| 33                | Condé Nast |
| 32                | Condé Nast |
| 31                | Condé Nast |
| 30                | Condé Nast |
| 29                | Condé Nast |
| 28                | Condé Nast |
| 27                | Condé Nast |
| 26                | Condé Nast |
| 25                | Condé Nast |
| 24                | Condé Nast |
| 23                | Condé Nast |
| 22                | Condé Nast |
| 21                | Condé Nast |
| 20                | Condé Nast |
| 19                | Mechanické patro |
| 18                | Mechanické patro |
| 17                | Mechanické patro |
| 16                | Mechanické patro |
| 15                | Mechanické patro |
| 14                | Mechanické patro |
| 13                | Mechanické patro |
| 12                | Mechanické patro |
| 11                | Mechanické patro |
| 10                | Mechanické patro |
| 9                 | Mechanické patro |
| 8                 | Mechanické patro |
| 7                 | Mechanické patro |
| 6                 | Mechanické patro |
| 5                 | Mechanické patro |
| 4                 | Mechanické patro |
| 3                 | Mechanické patro |
| 2                 | Mechanické patro |
| Přízemí           | Vstupní hala, prodejna lístků do vyhlídkového patra One World Observatory                                                                                             |
| 1. podzemní patro | Westfield World Trade Center, přístup do vstupní haly a One World Observatory, Duane Reade                                                                            |
| 2. podzemní patro | Westfield World Trade Center, přístup do Oculus, Chase Bank |
| 3. podzemní patro | Zásobování, servis budovy |
| 4. podzemní patro | Servis budovy, sklad nájemníků |

### Galerie

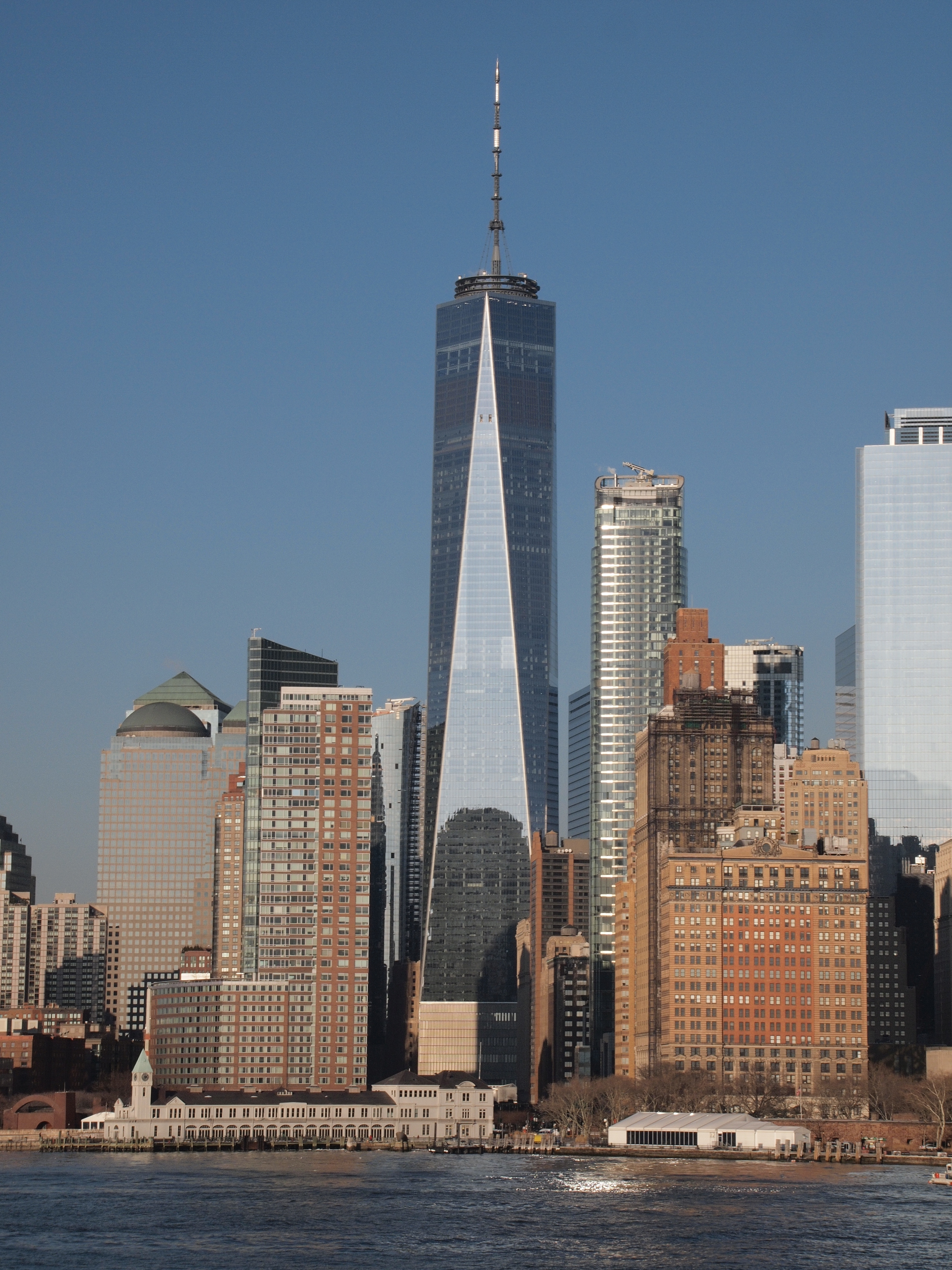
One World Trade Center.
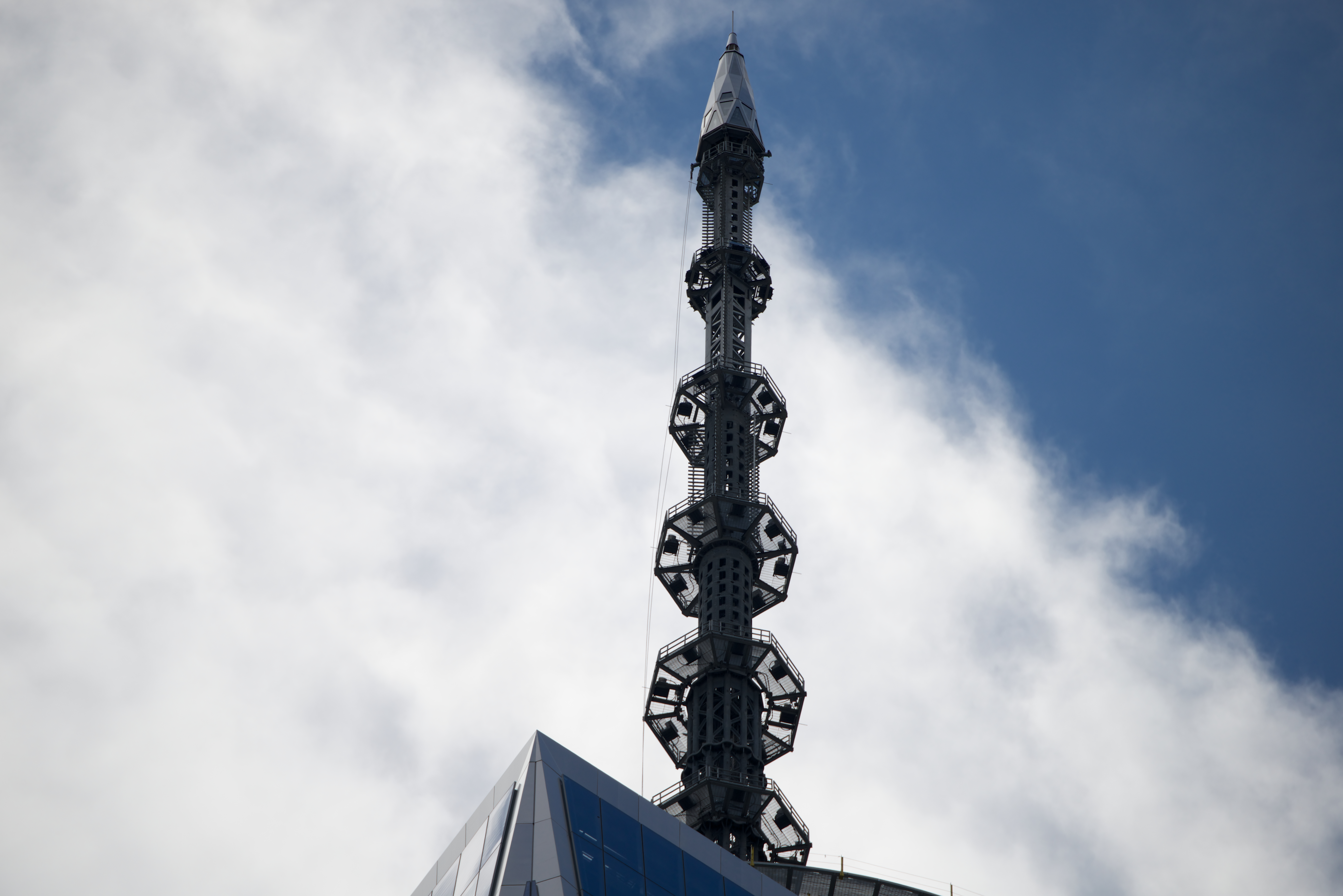
Anténa nové budovy.
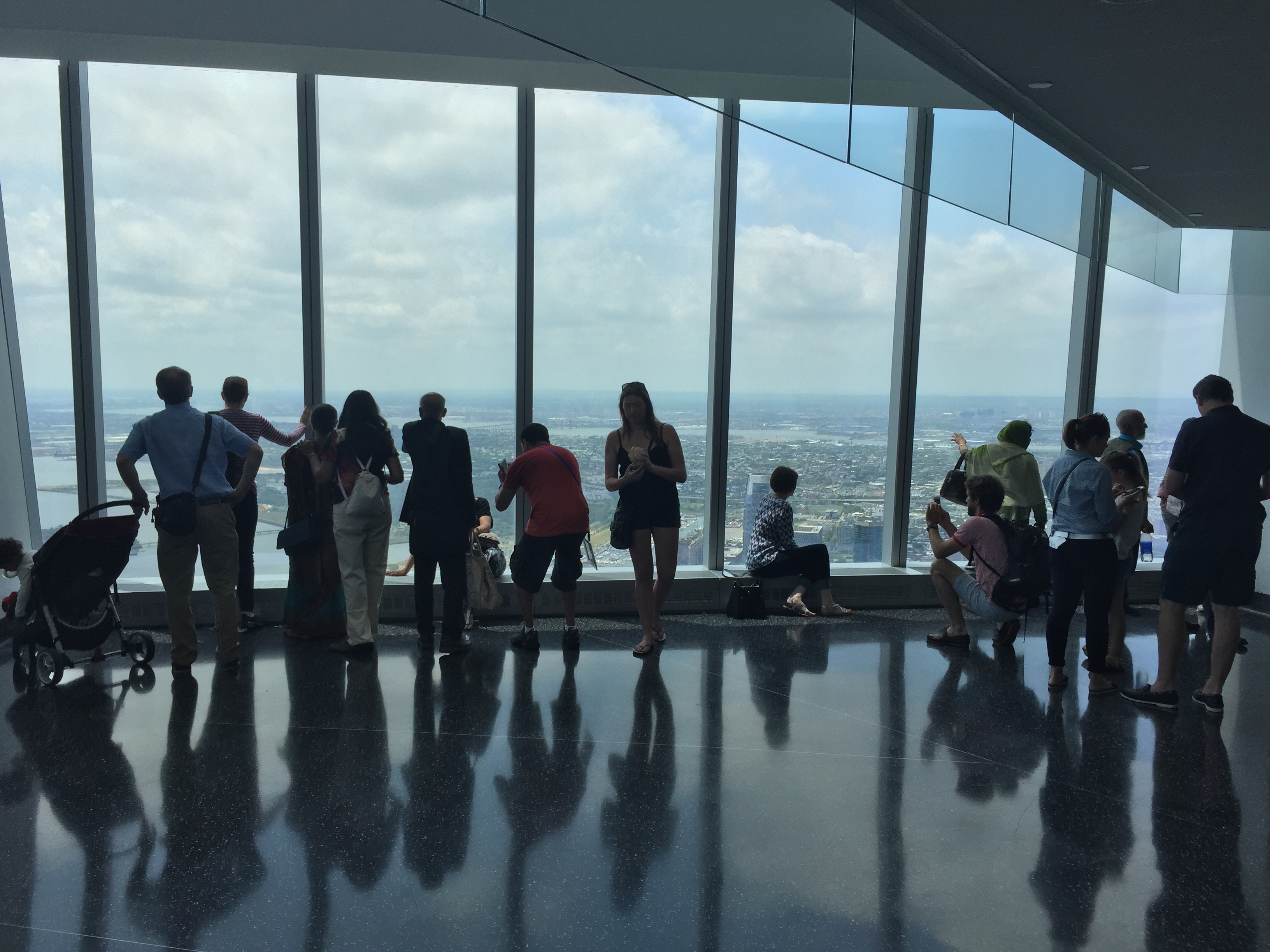
Vyhlídka ve 102. patře.
Plán nového komplexu WTC.